# Opération Casa Verde
Conflit armé colombien
Batailles
Années 1970

Anorí
Années 1980

Palais de justice
Années 1990
- Casa Verde
- Girasoles
- Las Delicias
- Quebrada El Billar
- Miraflores
- Mitú

Années 2000
- Berlín
- Reprise de la zone démilitarisée
- Alcatraz
- Jaque
- Fénix
- Dinastía

Années 2010
- Camaleón
- Sodoma
- Némésis
- Odiseo
- Combats de 2013 (processus de paix)

L’opération Casa Verde (espagnol : Operación Casa Verde), appelée officiellement « Operación Colombia », fut une opération militaire effectuée par les forces militaires de Colombie sous les ordres du président de la république César Gaviria Trujillo contre les campements de Casa Verde de la guérilla des Forces armées révolutionnaires de Colombie (FARC) le 9 décembre 1990.

## Contexte
L'opération Casa Verde fut une des nombreuses opérations menées contre les FARC durant le conflit armé colombien. Cette guerre civile trouve ses sources dans l'assassinat du leader libéral Jorge Eliécer Gaitán le 9 avril 1948 auquel succéda une journée de manifestations, d'émeutes et de répressions violentes, appelée Bogotazo. Le Bogotazo est le premier épisode de La Violencia, période de grande violence entre les conservateurs et les libéraux qui a facilité l'émergence de deux groupes de guérilla marxistes : les Forces armées révolutionnaires de Colombie (FARC) et l'Armée de libération nationale (ELN).

## Déroulement
L'opération débuta le 9 décembre à 2h05 du matin avec le déploiement de forces spéciales de l'armée colombienne par 7 hélicoptères UH-60, 5 UH-1H et 2 Bell 212.